# Teresa del Valle
Teresa del Valle Murga (San Sebastián, 1 de abril de 1937-8 de abril de 2025) fue una antropóloga, profesora e investigadora española. Fue la primera persona que impartió Antropología Social en la UPV/EHU y la primera persona catedrática de Antropología Social de dicha universidad. Desarrolló sus investigaciones en el País Vasco, Micronesia, Hawái, México y Norteamérica.

## Biografía
Teresa del Valle nació en San Sebastián en 1937. Se educó en el colegio Vera Cruz de las Mercedarias Misioneras de Berriz, ubicado en Bilbao. En sus primeros años de escolarización con 6-8 años, conoció mucho sobre la cultura y los rituales de Micronesia por medio de las cartas que escribían las misioneras y les leían en el colegio. Con 21 años entró en la Congregación de las Mercedarias Misioneras para trabajar en la tarea de las misiones en Micronesia. Para trabajar allí, era importante tener estudios en inglés y títulos norteamericanos. Micronesia estaba bajo el protectorado de Estados Unidos, quienes llevaban tareas de educación.

### Trayectoria profesional
Bachellor of Arts (St. Mary College, 1966); Master of Arts (Antropología) por la universidad de Hawái, 1974; Diplomada en métodos de Análisis cultural (East-West Center, Honolulu, Hawái, 1978); Licenciada (Universidad de Barcelona, 1980) y Doctora (UPV/EHU, 1981) en Geografía e Historia; Doctora en Antropología (Universidad de Hawái, 1978). Ejerció la docencia en las universidades de Guam ("Instructor", "Researcher", 1971-72), Princeton ("Visiting Felow", 1986) y en el Basque Studies Programa de la Universidad de Nevada-Reno (1985-91).
A su vuelta de Estados Unidos en 1979 inició su experiencia docente e investigadora en la Universidad del País Vasco, siendo la primera persona contratada para impartir Antropología Social en la UPV/EHU. En 1984 impartió el primer curso de Doctorado en el campo de la antropología feminista bajo el título "Diferenciación y jerarquización sexual" en la Facultad de Filosofía y Ciencias de la Educación. En 1988 obtuvo la primera cátedra de Antropología Social en la UPV/EHU. Fue directora del departamento de Antropología Social en la Universidad del País Vasco (1988), en la facultad de Filosofía y Ciencias de la Educación de San Sebastián.
Docencia e investigación han ido parejas en su trayectoria académica y tanto en los temas que ha tratado como en las orientaciones teóricas destaca la Antropología Social y un interés en el avance de los campos y metodologías propias de la Antropología feminista. Los temas tratados tienen que ver con el espacio y el tiempo; los sistemas de la propiedad y las estrategias del parentesco; la etnicidad y los rituales; la incidencia de las nuevas socializaciones para las estructuras y relaciones paritarias; la teorización sobre el poder entre mujeres y hombres y sus implicaciones prácticas.
Fue directora del Seminario de Estudios de la Mujer (1980-85 y 1992-94) e impartió cursos de doctorado, cursos y conferencias en las universidades del País Vasco, Santiago de Compostela, Autónoma de Barcelona, La Laguna, Zaragoza, Universidad Internacional Menéndez-Pelayo y Málaga, así como en las norteamericanas de Princeton y Cornell y en diferentes centros culturales vascos, sobre las áreas de su especialidad.
Directora de la colección Cuadernos de Antropología de la editorial Anthropos de Barcelona (1981-1995), coordinadora de la semana sobre "Mujer, Cultura y Sociedad" organizado en 1983 por el Seminario de Estudios de la Mujer de la UPV/EHU. Directora del Curso de Antropología en los I Cursos de Verano de la UPV (1983); codirectora del de Etnicidad de los II Cursos (1984). Secretaria del III Congreso de Antropología (UPV, San Sebastián, 1984). Coordinadora del simposio "Antropología de la Mujer" del IV Congreso de Antropología (Alicante, 1987). Miembro de los comités de redacción de Kobie y Eres; de la "American Antropological Association" (1976), Sociedad de Estudios Vascos (1978), miembro fundador de ANKULEGI (Asociación Vasca de Antropología) y de AUDEM (Asociación Universitaria de Estudios de las Mujeres) en 1993. Primera vicepresidenta de EASA (European Association of Social Antropology), fundada en 1989. Miembro de la Comisión estatal que elaboró en 1988 el plan de estudios de la Licenciatura en Antropología Social y Cultural. Junto con Jone Miren Hernández impulsó la web ANDRESARE en 2008. Y apoyó como articulista el periódico ANDRA creado en 2000 como el "primer periódico de mujeres de Euskal Herria".
Fue catedrática emérita en Antropología Social de la UPV/EHU y vicepresidenta de la Sociedad de Estudios Vascos-Eusko Ikaskuntza por Guipúzcoa, miembra de honor de la Academia de las Ciencias, Artes y Letras (JAKIUNDE) y perteneció al consejo asesor de Innobasque.
Autora de nueve libros, editora de cuatro y coautora de tres, participó en numerosas publicaciones,  entre ellas “Mujer vasca. Imagen y realidad” (Barcelona: Anthropos 1985), libro del que fue directora y que se considera un punto de partida para la antropología feminista en el contexto vasco y estudio que deconstruye el mito del matriarcado vasco. Publicó artículos en revistas científicas en los que se analizan la vida social y cultural desde un punto de vista antropológico y con una mirada feminista. Algunos de los temas tratados están relacionados con el poder y las desigualdades entre hombres y mujeres, con la conciliación y sus dificultades, con la violencia machista o con el cambio de valores.

## Obras
- (Dir.) Mujer vasca. Imagen y realidad (Anthropos, 1985).[12]
- Korrika rituales de la lengua en el espacio (Anthropos, 1988).[13]
- Culturas oceánicas: Micronesia, 1987.
- Las mujeres en la ciudad. Estudio aplicado de Donostia, 1991.
- Género y sexualidad (con Carmela Sanz Rueda, 1991).
- Korrika Basque ritual for Ethnic Identity, 1993.
- Gendered Anthropology (ed.), 1993.
- Andamios para una nueva ciudad. Lecturas desde la antropología (Cátedra, 1997).[14]
- Perspectivas feministas desde la antropología social (Ariel, 2000).[15]
- Modelos emergentes en los sistemas y las relaciones de género (Narcea, 2002).[16]

## Premios y reconocimientos
- 2010 Premio Emakunde a la Igualdad por su trabajo de investigación y divulgación de la realidad de las mujeres.[7][8]
- 2011 Reconocimiento de la UPV/EHU por su compromiso con la universidad vasca y su decisivo impulso al departamento de Antropología Social.[4]
- 2017 Universidad de Granada la incluye en su ciclo El intelectual y su Memoria.[17]
- 2018 Premio Eusko Ikaskuntza-Laboral Kutxa al currículo más destacado de Euskal Herria en las áreas de Humanidades, Cultura, Artes y Ciencias Sociales.[18][19]
- 2021 Pioneras - Aitzindariak, documental dirigido por Inge Mendioroz sobre el germen de la Antropología Feminista en el Estado español en paralelo con la disciplina antropológica. Stolcke y las otras dos protagonistas del audiovisual Dolores Juliano y Verena Stolcke, fueron importantes referentes en ese proceso.[20]